# Rogers, Minnesota
Rogers är en ort i den amerikanska delstaten Minnesotas sydcentrala del och ingår i storstadsområdet Minneapolis-Saint Paul. Orten grundades på 1880-talet när markägaren John Rogers sålde ett amerikanskt tunnland till järnvägsbolaget Great Northern Railroad, för att de skulle sätta upp en järnvägsdepå. Rogers växte allt mer eftersom fler nybyggare slog sig ner och skola och kyrka byggdes. 1914 blev den klassificerad som en ort. Den stora expansionen av Rogers kom när motorvägen Interstate 94 stod klar 1972.
Den breder sig ut över 21,13 kvadratkilometer (km2) stor yta och hade en folkmängd på 8 597 personer vid den nationella folkräkningen 2010. 2012 gick Hassan Township ihop med Rogers, som gav Rogers en uppskattad befolkning på 11 983 personer och en total yta på nästan 67,34 km2.